# Catholic Encyclopedia
Ne doit pas être confondu avec Encyclopédie Catholique.
La Catholic Encyclopedia, appelée aujourd'hui par rétronymie Old Catholic Encyclopedia, est une encyclopédie en langue anglaise, rédigée entre 1907 et 1913 et conçue pour « faire autorité et renseigner sur le cycle complet des intérêts, de l'action et de la doctrine catholiques » et publiée originellement par Robert Appleton Company.

## Buts
La Catholic Encyclopedia étant au service de l'Église catholique romaine, son contenu se voulait conforme à la doctrine catholique officielle en vigueur lors du pontificat de Pie X. Elle rend compte de la vie et des œuvres de personnalités catholiques appartenant à tous les milieux, aussi bien intellectuels que scientifiques et artistiques. Tout en ayant une envergure moindre que d'autres encyclopédies généralistes, elle couvre un territoire plus vaste que les encyclopédies catholiques précédentes, qui ne s'intéressaient qu'aux affaires internes de l'Église.

## Histoire
La rédaction de l'encyclopédie commença le 11 janvier 1905 sous la direction de cinq auteurs spécialistes :
- Charles George Herbermann, professeur de latin et bibliothécaire de l'université de New York ;
- Edward A. Pace, professeur de philosophie à l'université catholique d'Amérique à Washington ;
- Condé Benoist Pallen, auteur ;
- Thomas Joseph Shahan, professeur d'histoire de l'Église à l'université catholique d'Amérique ;
- John J. Wynne, S. J., rédacteur du Messenger of the Sacred Heart.

La première réunion des rédacteurs de l'encyclopédie, tous originaires des États-Unis, eut lieu dans les bureaux du Messenger à New York. Il reçurent le 1er novembre 1908 le Nihil obstat (approbation officielle) de Rémy Lafort, censeur officiel de l'Église, et l'imprimatur (autorisation de publier) de John Farley, alors archevêque de New York. Le travail de rédaction fut facilité par la réutilisation de publications autorisées antérieures. Les rédacteurs coordonnaient leur travail en se réunissant régulièrement et en échangeant des courriers. Ils tinrent 134 réunions officielles afin de mesurer l'étendue et les progrès du projet. Sa première publication eut lieu le 19 avril 1913 et un supplément fut publié en 1922.
L'encyclopédie fut par la suite mise à jour sous les auspices de l'université catholique d'Amérique. Une New Catholic Encyclopedia en 17 volumes est parue en 1967, puis en 2002.

## Mise en ligne
En 1993, Kevin Knight, un jeune homme de 26 ans, inspiré par la visite de Jean-Paul II à Denver lors des Journées mondiales de la jeunesse, a eu l'idée de publier sur le Web l'édition de 1913, qui appartient désormais au domaine public. Il a créé pour l'héberger le site New Advent, et a été assisté, pour la création de la version informatisée, par des volontaires américains, canadiens, français et brésiliens. Le site a été ouvert en 1995 et l'informatisation achevée en 1997.
Le supplément de 1922 est également dans le domaine public et est disponible sur le web.

## Source
- (en) Cet article est partiellement ou en totalité issu de l’article de Wikipédia en anglais intitulé « Catholic Encyclopedia » (voir la liste des auteurs).